# Meike Meßmer
Meike Meßmer (* 28. Oktober 1995 in Singen (Hohentwiel)) ist eine deutsche Fußballspielerin. Sie steht seit September 2024 beim VfB Stuttgart unter Vertrag.

## Karriere
Meßmer begann in Engen im Landkreis Konstanz beim Hegauer FV mit dem Fußballspielen und gehörte dem Verein zuletzt in der B-Jugend bis September 2011 an. Von Oktober 2011 bis Juli 2015 spielte sie für die erste Mannschaft in der drittklassigen Regionalliga Süd. Während ihrer Vereinszugehörigkeit bestritt sie 63 Punktspiele, in denen sie 33 Tore erzielte. Ihr Debüt im Seniorinnenbereich gab sie am 9. Oktober 2011 (6. Spieltag) bei der 0:1-Niederlage im Heimspiel gegen die Zweitvertretung des SC Freiburg mit Einwechslung in der 74. Minute. Ihr erstes von fünf Saisontoren erzielte sie am 23. Oktober 2011 (8. Spieltag) bei der 1:2-Niederlage im Heimspiel gegen den TSV Schwaben Augsburg mit dem Treffer zum Endstand in der 62. Minute.
Zur Saison 2015/16 wurde sie vom 1. FC Köln verpflichtet, für dessen zweite Mannschaft sie 15 Tore in 23 Punktspielen der drittklassigen Regionalliga West erzielte. In der Folgesaison wurde sie in 16 Punktspielen der ersten Mannschaft in der Gruppe Süd der seinerzeit zweigleisigen 2. Bundesliga eingesetzt, in denen sie sechs Tore erzielte. Sie hatte damit Anteil am zweiten Platz und den damit verbundenen Aufstieg in die Bundesliga, da der zweiten Mannschaft der TSG 1899 Hoffenheim als Meister dieser Spielklasse dies gemäß den DFB-Statuten untersagt war, weil bereits die erste Mannschaft in dieser Spielklasse vertreten war.
Mit Saisonstart am 3. September 2017 debütierte sie in dieser Spielklasse bei der 0:2-Niederlage im Auswärtsspiel gegen den 1. FFC Frankfurt mit Einwechslung für Carolin Schraa ab der 72. Minute. Ihr einziges Saisontor war der 1:0-Siegtreffer in der 72. Minute am 29. März 2018 (16. Spieltag) im Auswärtsspiel gegen die TSG 1899 Hoffenheim. Obwohl sie seit dem 1. Juli 2020 der zweiten Mannschaft angehörte, kam sie des Häufigeren auch für die erste Mannschaft zum Einsatz. Im August 2024 wurde ihr Vertrag aufgelöst.
Am 3. September 2024 unterschrieb Meßmer beim VfB Stuttgart.

## Erfolge
- Aufstieg in die Bundesliga 2017, 2019